# 奧蒂斯 (印第安納州)
奧蒂斯（英語：Otis）是位於美國印地安納州拉波特縣的一個非建制地區。該地的面積和人口皆未知。